# Ricardo Gibrán García
Ricardo Gibrán García (Guadalajara, Jalisco; 30 de enero de 2000) es un futbolista mexicano, juega como Mediocampista actualmente se encuentra como Agente Libre.

## Trayectoria
Formación en Club Deportivo Guadalajara
Formado en la cantera de las Chivas Rayadas de Guadalajara, estuvo en todas las categorías aunque no pudo debutar con el primer equipo, en 2020 deja al equipo.

### Atlético de San Luis
Para ese mismo año que dejaría al Guadalajara, llega al Atlético de San Luis al cual llegaría a debutar el 3 de octubre de 2020 ante Tigres UANL.

### Leones Negros
En 2023 llegaría a los Leones Negros debutando en la Jornada 8 ante Atlético La Paz del Clausura 2023.